# Kanton Bobigny
Kanton Bobigny is een kanton van het Franse departement Seine-Saint-Denis. Het kanton maakt deel uit van het arrondissement Bobigny.

## Geschiedenis
Op 22 maart 2015 werd het aangrenzende kanton Noisy-le-Sec opgeheven en werd de gemeenten Noisy-le-Sec opgenomen in het kanton Bobigny. Op dezelfde dag werd een klein deel van Bobigny overgeheveld naar het op die dag gevormde kanton Bondy.

## Gemeenten
Het kanton Drancy omvat de volgende gemeenten:
- Bobigny (deels)
- Noisy-le-Sec